# Никитино (Коробецкое сельское поселение)
Ники́тино — деревня в Ельнинском районе Смоленской области России. Входит в Коробецкое сельское поселение. 

## География
Расположена в юго-восточной части области  в 21  км к юго-востоку от города Ельня.

## Транспорт
В 4 км к северу проходит  автодорога Р96 Новоалександровский(А101) - Спас-Деменск — Ельня — Починок.
В 3 км к северо-западу от деревни железнодорожная станция Коробец на линии Смоленск  - Сухиничи.

## Население
Население – 8 жителей (2007 год) 